# غريغور هاسلر
غريغور هاسلر هو معالج نفسي وطبيب نفسي سويسري، ولد في 5 يوليو 1968 في بازل في سويسرا.